# Ronde de Mouscron 2025
La 5e édition de la Ronde de Mouscron, appelée aussi le Grand Prix Alfred Gadenne, a lieu le 21 avril 2025 à Mouscron en Belgique. La course fait partie du calendrier international féminin UCI 2025 en catégorie 1.1. Elle est remportée par la Norvégienne Susanne Andersen.

## Parcours
Les coureuses parcourent cinq tours de 25 km tracés dans les rues de Mouscron, Luingne, Herseaux et Dottignies avec un départ et une arrivée à Mouscron et une distance totale de 125 km.

## Équipes
| Unknown team category |
|                       |

## Classements

### Classement final
| \| Classement général \| Classement général \| Classement général \| Classement général \| Classement général \| \| Coureur \| Coureur \| Pays \| Équipe \| Temps \| \| ------------------ \| ------------------- \| ------------------ \| -------------------------- \| ------------------ \| \| 1re \| Susanne Andersen \| Norvège \| Uno-X Mobility \| 3 h 02 min 14 s \| \| 2e \| Marthe Truyen \| Belgique \| Fenix-Deceuninck \| + 0 s \| \| 3e \| Sarah Van Dam \| Canada \| Ceratizit Pro Cycling Team \| + 0 s \| \| 4e \| Sara Fiorin \| Italie \| Ceratizit Pro Cycling Team \| + 0 s \| \| 5e \| Kristýna Burlová \| Tchéquie \| Ceratizit Pro Cycling Team \| + 0 s \| \| 6e \| Silvia Zanardi \| Italie \| Human Powered Health \| + 0 s \| \| 7e \| Maggie Coles-Lyster \| Canada \| Human Powered Health \| + 0 s \| \| 8e \| Emilia Fahlin \| Suède \| Arkéa-B&B Hotels Women \| + 0 s \| \| 9e \| Olga Wankiewicz \| Pologne \| MAT Atom Deweloper Wrocław \| + 0 s \| \| 10e \| Sofie van Rooijen \| Pays-Bas \| UAE Team ADQ \| + 0 s \| |                     |          |                            |                 |
| |                     |          |                            |                 |
| |                     |          |                            |                 |
| Classement général |                     |          |                            |                 |
| Coureur | Coureur             | Pays     | Équipe                     | Temps           |
| 1re | Susanne Andersen    | Norvège  | Uno-X Mobility             | 3 h 02 min 14 s |
| 2e | Marthe Truyen       | Belgique | Fenix-Deceuninck           | + 0 s           |
| 3e | Sarah Van Dam       | Canada   | Ceratizit Pro Cycling Team | + 0 s           |
| 4e | Sara Fiorin         | Italie   | Ceratizit Pro Cycling Team | + 0 s           |
| 5e | Kristýna Burlová    | Tchéquie | Ceratizit Pro Cycling Team | + 0 s           |
| 6e | Silvia Zanardi      | Italie   | Human Powered Health       | + 0 s           |
| 7e | Maggie Coles-Lyster | Canada   | Human Powered Health       | + 0 s           |
| 8e | Emilia Fahlin       | Suède    | Arkéa-B&B Hotels Women     | + 0 s           |
| 9e | Olga Wankiewicz     | Pologne  | MAT Atom Deweloper Wrocław | + 0 s           |
| 10e | Sofie van Rooijen   | Pays-Bas | UAE Team ADQ               | + 0 s           |

### Points UCI
| Position           | 1er | 2e | 3e | 4e | 5e | 6e | 7e | 8e | 9e | 10e | 11e | 12e | 13e à 15e | 16e à 25e |
| Classement général | 125 | 85 | 70 | 60 | 50 | 40 | 35 | 30 | 25 | 20  | 15  | 10  | 5         | 3         |